# Moch (municipalité)
Moch (parfois More) est une municipalité du district des Mortlocks, dans l'État de Chuuk, dans les États fédérés de Micronésie.
Située dans la partie septentrionale de l'atoll de Satowan, elle compte 869 habitants (en 2008).